# Soulcalibur III
Soulcalibur III (Japans: ソウルキャリバーIII; Sourukyaribā Surī) is een vechtspel van Namco uitgebracht in 2005 voor de PlayStation 2. Het is het vierde spel in de Soul-serie, na Soulcalibur II. Soulcaliber is de naam van het heilige zwaard, gecreëerd om de kwaadaardige zwaard Soul Edge te bestrijden.

## Personages
- Abyss is het resultaat van een mens die de kracht van Soul Edge en Soulcalibur heeft geabsorbeerd. Hij is veranderd in een soort duivel. Hij gebruikt een zeis genaamd Irkalla als wapen.

- Astaroth is een golem die door Kunpaetku op bevel van de oorlogsgod Ares is gemaakt om Soul Edge te vinden. Hij gebruikt een bijl genaamd Kulutues als wapen.

- Cassandra is de jongere zus van Sophitia. Ze is van plan om Soul Edge te vernietigen om haar zusters taak af te maken. Ze gebruikt een zwaard en schild genaamd Digamma Sword en Nemea Shield als wapen.

- Cervantes was een gebruiker van Soul Edge. Hij is daardoor onsterfelijk geworden, maar moet wel steeds zielen blijven absorberen om in leven te blijven. Hij gebruikt een lang zwaard en een pistoolzwaard genaamd Soul Edge en Nirvana als wapen.

- Ivy is de dochter van Cervantes. Haar bloed bevat sporen van Soul Edge. Haar zwaard is met behulp van Soul Edge levend geworden, en kan wisselen tussen een zweep en een zwaard. Haar zwaard genaamd Valentine (Engels voor valentijn) is haar voornaamste wapen.

- Kilik is een monnik die de heilige staf Kali-Yuga als wapen gebruikt. Hij draagt een ketting met de heilige Dvapara-Yuga erin, om zijn duistere kant in bedwang te houden. De Edge master was zijn meester.

- Lizardman was ooit een mens, uitverkoren door Hephaestus om Soul Edge te vernietigen. Maar hij is verwaarloosd door de God, en wil nu met Soul Edge de God afmaken. Hij gebruikt een handbijl en een schild genaamd Grudge Ax en Aya Shield als wapen.

- Maxi is een piraat wiens hele bemanning is uitgemoord door Astaroth. Maxi is daarom op zoek naar Astaroth om wraak te nemen. Zijn nunchaku, genaamd Soryuju, gebruikt hij als zijn voornaamste wapen.

- Mitsurugi. Mitsurugi is een Japanse samurai die op zoek is naar Soul Edge, omdat hij gelooft dat het het ultieme wapen is. Hij gebruikt de katana: Shishi-Oh als wapen.

- Nightmare. Nightmare (Engels voor nachtmerrie) is de geest van Soul Edge. Hij bezat vroeger het lichaam van Siegfried, maar Siegfried werd bevrijd door Soulcalibur. Nightmare nam toen bezit van een oud harnas, en ging op zoek naar zielen om zijn kracht terug te herstellen. Hij gebruikt de Phantom Soul Edge als wapen.

- Olcadan. Olcadan was ooit de machtigste krijger op aarde. Hij schijnt ooit een keer gelijk spel te hebben gehad te hebben met de Edge master trainer van Kilik. Maar toen hij de dienaar van een God had gedood, werd hij vervloekt waardoor hij half uil is en werd in een ondergronds doolhof gegooid. Door Soul Edge is hij ontwaakt, en hij zoekt nu een waardige tegenstander. Hij gebruikt verschillende wapens, allemaal onder de naam: The Ancient.

- Raphael. Raphael is een Franse edelman, die bezeten werd door Soul Edge. Nu zoekt hij Soul Edge om een eigen wereld op te bouwen met hem als heerser. Hij gebruikt de degen Flambert als wapen.

- Rock. Rock (Engels voor steen) is een man afkomstig uit Amerika. Hij zorgt voor de wees: Bangoo. Rock's ouders zijn ooit door Cervantes vermoord, en Rock hoopt door middel van Soul Edge antwoorden te vinden. Hij gebruikt de knots Onslaught als wapen.

- Seong Mi-Na. Seong Mi-Na is een meisje afkomstig uit Korea. Haar vader runt een beroemde vechtsport-dojo. Ze is op zoek naar Soul Edge om te bewijzen dat ze net zo goed is als een man. Ze gebruikt de zanbatoh Scarlet Thunder als wapen.

- Setsuka. Setsuka is een geisha uit Japan. Ze was verliefd op haar meester, maar hij werd vermoordt door Mitsurugi voordat ze dat aan hem kon zeggen. Nu zoekt ze wraak, en zoekt Soul Edge omdat Mitsurugi daar ook naar op zoek is. Ze gebruikt een zwaard, Ugetsu Kageuchi, verborgen in de buis van haar paraplu als wapen.

- Siegfried. Siegfried is een jonge ridder afkomstig uit Duitsland. Zijn lichaam werd ooit overgenomen door Nightmare, maar hij vocht terug en verdreef Nightmare. Nu zoekt hij een manier om de wereld te bevrijden van Soul Edge. Hij gebruikt een zweihänder (Duits voor tweehander) genaamd Requiem als wapen.

- Sophitia. Sophitia is een Griekse vrouw, die uitverkoren werd door Hephaestus om Soul Edge te vernietigen. Ze is er deels in geslaagd, en wil de taak nu afmaken. Ze gebruikt een zwaard en schild, genaamd Omega Sword en Elk Shield, als wapen.

- Taki. Taki is een vrouwelijke ninja uit Japan. Ze jaagt op demonen. Ze wil de demoon in haar meester Toki verdrijven, maar hij is vertrokken om Soul Edge te vinden, dus gaat ze erachteraan. Ze gebruikt twee messen, genaamd Rekki-Maru en Mekki-Maru, als wapens.

- Talim. Talim is een jong Filipijns meisje. Ze was een paar dagen buiten bewustzijn omdat ze de verstoring voelde die Soul Edge veroorzaakte. Ze zoekt Soul Edge om het terug te brengen naar zijn rustplaats. Ze gebruikt twee tonfa's als wapens.

- Tira. Tira is een vrouwelijke huurmoordenaar. Ze dient Nightmare, en helpt hem om zielen te verzamelen. Ze gebruikt een bizar ringvormig wapen dat lijkt op een hoepel genaamd: Aiselne Drossel.

- Voldo. Voldo is een Italiaanse man die zijn meester Vercci diende tot zijn dood. Na Vercci's dood bewaakte Voldo zijn kluis, waarin Voldo blind en doof werd en zijn spraakvermogen verloor. Hij zoekt Soul Edge naar zijn meesters laatste wens. Hij gebruikt twee katars, genaamd Manas en Ayus als wapens.

- Xianghua. Xianghua (uitgesproken als sjanggwa) is de uitverkoren persoon om de Krita-Yuga te gebruiken. Dat zwaard bleek het heilige zwaard Soulcalibur te zijn. Maar het raakte zoek tijdens haar gevecht met Soul Edge. Nu gebruikt ze een zwaard met de naam No Name, wat Engels is voor geen naam.

- Yoshimitsu. Yoshimitsu (uit de Tekken-reeks) is de leider van de Manji Clan - een Robin Hood-achtige groep die steelt van de rijken en geeft aan de armen. Zijn katana is beïnvloed door de energie van Soul Edge. Hij gebruikt die katana genaamd: Yoshimitsu.

- Yun-Seong. Yun-Seong is een student in de dojo van Seong Mi-Na's vader. Hij gelooft dat Soul Edge de oorlog waarin zijn volk is betrokken kan beëindigen. Hij gebruikt een zwaard genaamd: White Storm als wapen.

- Zasalamel. Zasalamel is een oeroude tovenaar uit Babylonië. Hij behoorde daar tot de stam die Soulcalibur maakte. Hij heeft de gave om te reïncarneren. Hij verandert in Abyss door de energie van de twee zwaarden samen te voegen. Zasalamel gebruikte de zeis: Kafziel als wapen.

## Platforms
| Jaar | Platform      |
| ---- | ------------- |
| 2005 | PlayStation 2 |
| 2006 | Arcade        |

## Ontvangst
| Beoordeeld door                          | Jaar | Platform      | Score |
| ---------------------------------------- | ---- | ------------- | ----- |
| Official U.S. PlayStation Magazine (OPM) | 2005 | PlayStation 2 | 100%  |
| GameSpy                                  | 2005 | PlayStation 2 | 100%  |
| Game Chronicles                          | 2005 | PlayStation 2 | 94%   |
| PSX Extreme                              | 2005 | PlayStation 2 | 93%   |
| 1UP                                      | 2005 | PlayStation 2 | 90%   |
| 4Players.de                              | 2005 | PlayStation 2 | 88%   |
| Game Informer Magazine                   | 2005 | PlayStation 2 | 85%   |
| Game Revolution                          | 2005 | PlayStation 2 | 83%   |
| GameSpot                                 | 2005 | PlayStation 2 | 82%   |
| GamePro (US)                             | 2005 | PlayStation 2 | 80%   |